# Лустиг, Микаэль
Карл Микаэль Лустиг (швед. Carl Mikael Lustig; 13 декабря 1986, Умео, Швеция) — шведский футболист, защитник. Выступал за сборную Швеции.

## Клубная карьера
Свою футбольную карьеру Лустиг начинал в шведском клубе «Сандокернс СК», выступающем в низших дивизионах страны. В 2004 году он перешёл в команду «Умео», с которой в сезоне 2005 достиг 1-го места в третьем дивизионе Швеции, что дало право выступать в следующем сезоне в Суперэттане.
В августе 2005 года Лустиг подписал контракт с клубом «Сундсвалль». До окончания сезона 2005 года он успел провести только восемь встреч в Аллсвенскане, в которых он 2 раза отметился забитым мячом. Это не спасло его новый клуб от предпоследнего места в чемпионате Швеции, поэтому «Сундсвалль» вылетел во второй по силе дивизион. В следующем сезоне 2006 года Лустиг окончательно закрепился в основе команды, проведя 28 матча и забив 3 гола. В 2007 году он вместе с командой финишировал на третьем месте в Суперэттане, что означало возвращение команды в Аллсвенскан.
В июле 2008 года Лустиг перешёл в норвежский клуб «Русенборг». Сумма перехода составила 8 млн шведских крон, контракт был подписан на три с половиной года. Начиная с 2009 года, шведский футболист являлся игроком основного состава. В 2009 и 2010 годах он вместе с командой становился чемпионом Норвегии. Своей игрой он привлёк внимание сразу нескольких европейских клубов: в частности, интерес к нему проявляли английский «Вест Хэм Юнайтед», итальянские «Милан» и «Лечче».
1 января 2012 года Микаэль Лустиг на правах свободного агента присоединился к шотландскому «Селтику».

## Карьера в сборной
Микаэль Лустиг привлекался в молодёжную сборную Швеции с 2006 по 2009 годы и за это время провёл 21 матч, забив 1 гол. В январе 2008 года тренер главной сборной страны Ларс Лагербек включил защитника в состав команды на ближайшие товарищеские игры. 19 января Микаэль дебютировал в сборной, выйдя на поле во встрече с США, в которой шведы проиграли со счётом 0:2. После этого Лустиг стал регулярно играть за национальную сборную. Он принял активное участие в отборочном этапе к Евро-2012. 29 марта 2011 года футболист забил свой дебютный гол за сборную Швеции в матче против Молдавии, который закончился со счётом 2:1 в пользу команды Лустига.

## Достижения
«Русенборг»
- Чемпион Норвегии: 2009, 2010

«Селтик»
- Чемпион Шотландии (7): 2011/12, 2012/13, 2013/14, 2014/15, 2015/16, 2016/17, 2017/18
- Обладатель Кубка Шотландии (2): 2012/13, 2016/17
- Обладатель Кубка шотландской лиги (3): 2014/15, 2016/17, 2017/18